# Hans Jansen (Theologe)
Johannes „Hans“ Gerardus Bernardus Jansen (* 25. August 1931 in Groenlo; † 8. Mai 2019 in Heusden) war ein niederländischer ehemaliger römisch-katholischer Priester und späterer reformierter Theologe.

## Biographie
Jansen studierte Philosophie, Geschichte und katholische Theologie.
Von 1990 bis 2001 war er Inhaber des James-William-Parkes-Lehrstuhls für die „Geschichte der Christlichen Literatur über das Judentum und die Juden“ der Fakultät der Künste und Philosophie an der Vrije Universiteit in Brüssel. Seit 2002 war er dann für das Simon-Wiesenthal-Zentrum in Brüssel tätig, wo er Vorträge über angebliche Islamisierung sowie die Globalisierung des europäischen Judenhasses und über den Platz des Judentums in den großen philosophischen Systemen hielt.

## Werk und Meinung
Er war u. a. Autor des Standardwerkes Christelijke theologie na Auschwitz („Christliche Theologie nach Auschwitz“), das die theologischen und kirchlichen Wurzeln des Antisemitismus darstellt. Ebenso schrieb er zwei Bücher, in den er aufzuzeigen bemüht war, dass Papst Pius XII. und die römisch-katholische Kirche den verfolgten Juden strukturell Hilfe boten.
2005 schrieb er (adressiert an die politischen und spirituellen Führer in Europa) den Aufsatz „Erziehung der Palästinensischen Autonomie ermutigt heiligen Krieg gegen Israel“ (Veröffentlichung von Christen für Israel International) und „Das Erziehungssystem der Palästinensischen Autonomiebehörde stachelt zu einem Heiligen Krieg gegen Israel an“ (Ausgabe der Europäischen Koalition für Israel).
Er war  für seine Meinung bekannt, dass politische und spirituelle Führer in Europa alles täten, um den „allgegenwärtigen Antisemitismus im Nahen Osten“ systematisch zu verbergen oder herunterzuspielen. Dabei ist anzumerken, dass Jansen den palästinensischen Widerstand gegen die israelische Besatzung auch als eine Form des Antisemitismus betrachtete.
Wegen seiner pro-israelischen Aktivitäten erhielt er 2005 den Israel-Preis der Zionistischen Weltorganisation.
Im Jahr 2010 veröffentlichte Jansen eine Studie über die Sicht von Desiderius Erasmus auf die Juden. Erasmus sei deutlich negativ gegenüber den Juden eingestellt gewesen und habe sich auch gegen das zunehmende Interesse an ihrer Sprache, dem  Hebräischen, gewandt. Laut Jansen passe dies nicht zum traditionellen Bild dieses Humanisten als Toleranzverfechter.
Im Oktober 2015 erschien sein Buch Waarom mag Israël niet bestaan in het Midden-Oosten? („Warum kann Israel nicht im Nahen Osten existieren?“) Dieses neue Buch, das nahezu alles als Antisemitismus beschreibt, ist zu achtzig Prozent mit dem 2006 erschienenen Buch „Vom Judenhass zum Selbstmordterrorismus“ identisch. Die zwanzig Prozent, die in seinem neuen Buch jedoch  nicht mehr enthalten sind, enthielten differenziertere Darstellungen wie Proteste von Arabern gegen Antisemitismus und Leugnung des Holocaust, positive Koranzitate über Juden und die Tatsache, dass Juden unter islamischer Herrschaft bessere Lebensbedingungen hatten als unter christlichen Regierungen. Es wird auch nicht auf die politischen Wurzeln des Konflikts und die Folgen des europäischen Antisemitismus, der an die Palästinenser weitergegeben wurde, sowie auf die israelische Politik gegenüber den besetzten Gebieten hingewiesen.

## Namensgleichheit
Hans Jansen wurde häufig mit dem Arabisten Hans Jansen verwechselt.

## Werke
- Christelijke theologie na Auschwitz. drei Teile, 1980–1985
- Diagnose van racisme en antisemitisme in Europa. Sdu Uitgeverij Koninginnegracht; Den Haag 1994, ISBN 90-12-06697-2
- Christelijke oorsprong van racistische jodenhaat. Kok-Kampen 1995, ISBN 90-242-2346-6
- De zwijgende paus ? Protest van Pius XII en zijn medewerkers tegen de jodenvervolging in Europa. Kok-Kampen 2000, ISBN 90-242-8529-1
- Pius XII – chronologie van een onophoudelijk protest. Kok, Kampen 2003, ISBN 90-435-0736-9
- Onderwijs van Palestijnse Autoriteit moedigt aan tot heilige oorlog tegen Israël. Chai-Pers, Nijkerk 2005, ISBN 90-73632-16-1
- Van jodenhaat naar zelfmoordterrorisme. Uitg. Groen, Heerenveen 2006, ISBN 90-5829-622-9
- Protest van Erasmus tegen renaissance van Hebreeuwse literatuur. Jongbloed, Heerenveen 2010, ISBN 978-90-5829-961-1
- Waarom mag Israël niet bestaan in het Midden-Oosten? Jongbloed, Heerenveen 2015, ISBN 978-90-8897-109-9